# 升昌站
升昌站，位于中华人民共和国黑龙江省双鸭山市集贤县升昌镇，是福前铁路上的火车站，建于1976年，由哈尔滨铁路局管辖。

## 歷史
- 建于1976年。

## 外部連結
- 中国铁路客户服务中心（页面存档备份，存于）